# K.k. Gebirgstruppe
Das Jahr 1906 war das Gründungsjahr der k.k. Gebirgstruppe, die Teil der k.k. Landwehr der cisleithanischen Reichshälfte war. Deshalb wird das Kürzel „kaiserlich-königlich, k.k.“ (für kaiserlich österreichisch, königlich böhmisch) verwendet und nicht die Bezeichnung „kaiserlich und königlich, k.u.k.“, die den ungarischen Reichsteil mit einbinden würde.
Durch eine Denkschrift Conrad von Hötzendorfs angeregt, wurde vom Kriegsministerium in Wien im Februar 1906 eine Sitzung zum Thema der hochalpinen Grenzsicherung einberufen. Der spätere Feldmarschalleutnant Eduard Edler von Tunk legte im Einvernehmen mit ihm ein Konzept vor, welches in seinen Grundzügen daraufhin verwirklicht wurde.
Die bestehenden k.k. Landesschützenregimenter sollten zur Gebirgstruppe ausgebildet und zusammen mit den Landsturm-Grenzschutzkompanien sowie den Gendarmerieassistenzen (Abteilungen) das Rückgrat einer ortskundigen Landesverteidigung an der Grenze Tirols bilden.

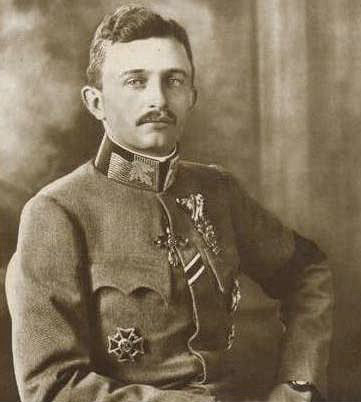
Der Oberbefehlshaber ab 1916
Kaiser Karl I.

## Aufstellung und Dislozierung am 1. August 1914
Am 1. Mai 1906 wurden die beiden mit Stab in Bozen und Trient stationierten Landesschützenregimenter und das Landwehr-Infanterieregiment „Klagenfurt“ Nr. 4 zur Hochgebirgstruppe bestimmt und 1909 durch ein drittes, mit Stab in Innichen stationiertes Landesschützenregiment ergänzt. Im Jahre 1911 folgte als fünftes Regiment das k.k. Landwehr-Infanterieregiment „Laibach“ Nr. 27.
Der Bereich des Karnischen Kamms in Kärnten und der Julischen Alpen wurde dem Landwehr-Infanterieregiment Nr. 4 Klagenfurt und dem Landwehr-Infanterieregiment Nr. 27 Laibach zugewiesen. Auch diese beiden, vormals normalen Infanterieregimenter erhielten die neue Uniform der Gebirgstruppe. Ab dem 11. April 1917 trugen sie dann die Bezeichnung Gebirgsschützenregiment Nr. 1 bzw. Nr. 2.

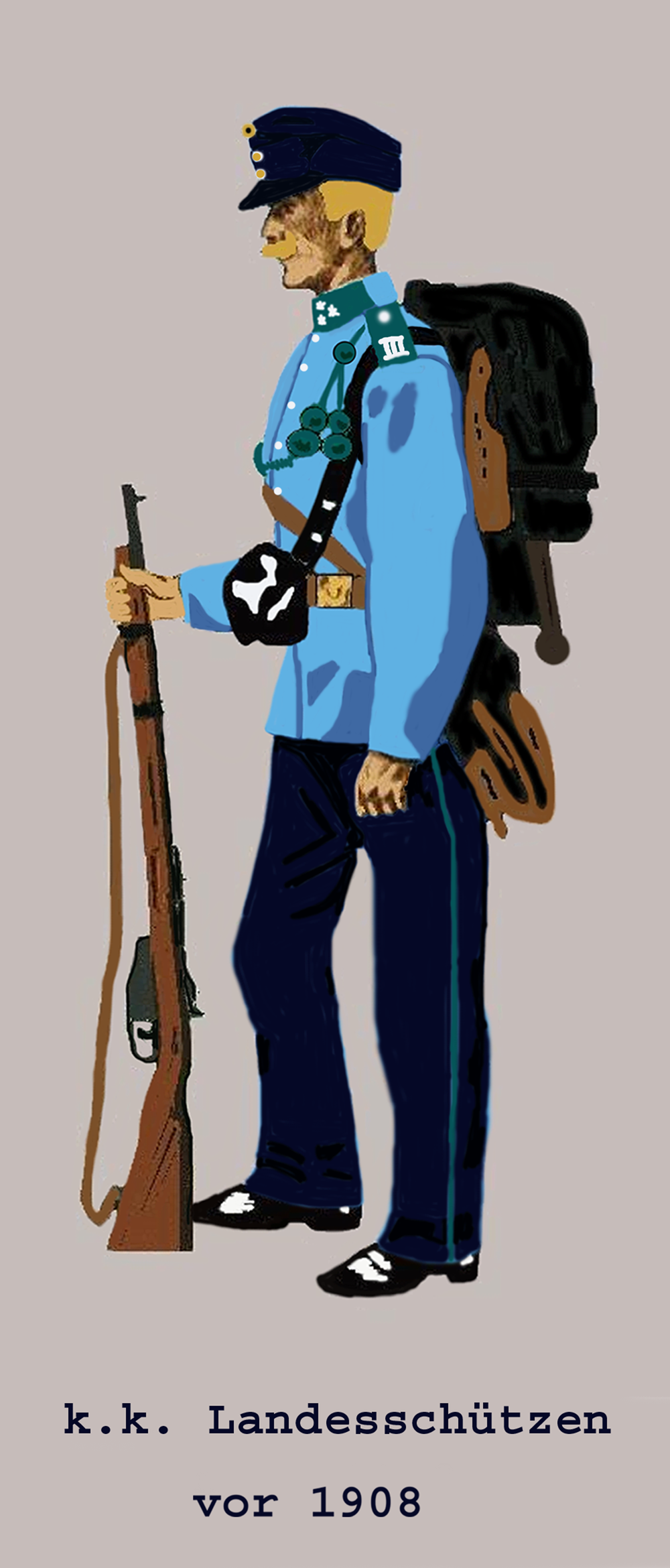
Gebirgsinfanterist in Marschadjustierung 1906–1908

k.k. Landesschützen-Regiment „Trient“ Nr. I
- Kommandant: Oberst Adolf Sloninka von Holodów
- Stab / I. Bataillon in Trient
- II. Bataillon in Strigno
- III. Bataillon in Ala
- IV. Bataillon in Rovereto

k.k. Landesschützen-Regiment „Bozen“ Nr. II
- Kommandant: Oberst Karl Josef Stiller
- Stab / II. Bataillon in Bozen
- I. Bataillon in Meran
- III. Bataillon in Riva del Garda

k.k. Landesschützen-Regiment „Innichen“ Nr. III
- Kommandant: Oberst Hugo Schönherr / Oberst Josef Hadaszczok
- Stab in Innichen
- I. Bataillon in Primör
- II Bataillon in Predazzo
- III. Bataillon in Ampezzo

Reitende Tiroler Landesschützen-Division
- Kommandant: Oberstleutnant Moritz Srnka
- Trient

- Landwehr Infanterie-Regiment „Klagenfurt“ Nr. 4

44. Infanteriebrigade – 22. Infanterie-Truppendivision – III. Armeekorps
Kommandant: Oberst Friedrich Eckhardt von Eckhardtsburg
Errichtet: 1889
Stab / III. Baon in Klagenfurt
I. / II. Baon in Hermagor
Nationalitäten: 79 % Deutsche – 21 % Andere
Ergänzungsbezirk: Klagenfurt
- Landwehr Infanterie-Regiment „Laibach“ Nr. 27

44. Infanteriebrigade – 22. Infanterie-Truppendivision – III. Armeekorps
Kommandant: Oberst Karl Zahradniczek
Errichtet: 1901
Stab / I. und III. Baon in Laibach
II. Baon in Görz
Nationalitäten: 86 % Slowenen – 14 % Andere
Ergänzungsbezirk: Laibach
Die Regimenter begannen mit der hochalpinen Ausbildung und bezogen die sog. Sommerstationen in Berggasthöfen, Alpenvereinshütten und Zeltlagern, von wo aus eine intensive Übungstätigkeit durchgeführt wurde. Die Winterstationen lagen naturgemäß in den Tälern, was jedoch ein umfangreiches Programm an Winterübungen, Alpinkursen und Skiübungen auf den Höhen nicht ausschloss.

## Adjustierung und Ausrüstung
1907 wurde der bis 1887 von den Landesschützen an der Kappe getragene Spielhahnstoß aus weißen und schwarzen Federn wieder eingeführt. Zusammen mit dem Edelweiß am Kragen bildete er das Abzeichen der k.k. Gebirgstruppe. Ansonsten war die Montur wie bei der Jägertruppe. Neu war die hechtgraue Bergadjustierung: Bergschuhe, Bergstrümpfe, Kniehosen, Joppe, Kappe, Mantel, Pelerine. Offiziere trugen als Einzelperson (nicht im Truppenverband) zur Parade und zur Meldung weiterhin die vorherige Landwehruniform.

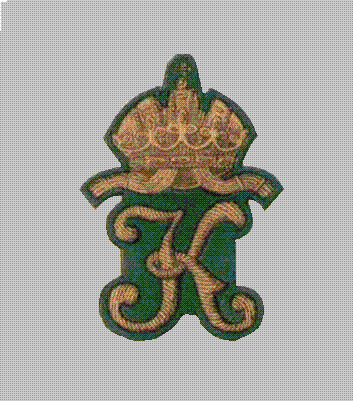
Kappenabzeichen für Offiziere nach 1916

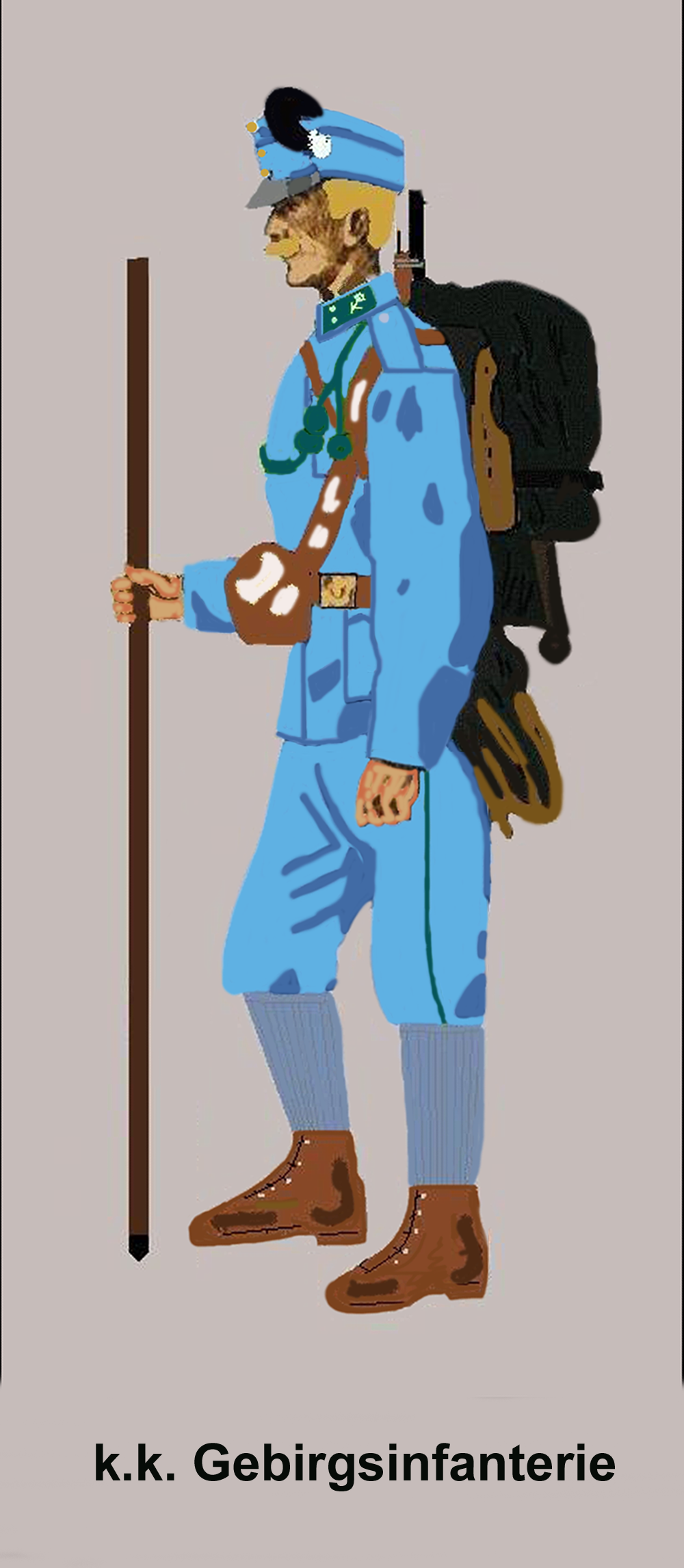
Landesschütze in Gebirgsadjustierung nach 1908

Bataillone und Kompanien erhielten Tragtiere. Das Gewehr wurde durch den (kürzeren) 8 mm Stutzen Mannlicher M 95 ersetzt. Es erfolgte eine zusätzliche Ausstattung, die den Erfordernissen des Kampfes im Gebirge angepasst war. Skier, Seile, Steigeisen, Eispickel etc. wurden ausgegeben. Die Regimenter wurden durch je eine Gebirgsmaschinengewehrabteilung zu vier Maschinengewehren verstärkt die, durch Verbesserung der Mobilität, auf Tragtieren oder als Mannschaftstraglasten in die höchsten Stellungen gebracht werden konnten. Gleiches galt für die zerlegbaren Gebirgsgeschütze. Transportable Schwarmöfen (Schwarm = Gruppe) und beheizbare Zelte ermöglichten Aufenthalte in unwirtlichen Gefilden.
Im Skilauf hatte die Zweistocktechnik die Einstocktechnik abgelöst. Mit der Bilgeribindung stand eine Tourenbindung zur Verfügung, die mit dem normalen Bergschuh benutzt werden konnte.
- Auszug aus dem Merkblatt „Gebirgskrieg im Winter“

Erstellt vom k.u.k. Landesverteidigungs-Kommando in Tirol o. J.
Alpine Ausrüstung wie folgt:
A. Allgemeine Gebirgsausrüstung, die jedem Soldaten der kämpfenden Truppe zuzuweisen ist; sie besteht aus:
1 Rucksack mit 2 Brusttaschen
1 Bergstock
1 Paar Schneereifen
1 Schneebrille
1 Paar vierzackige Steigeisen
B. Ausrüstung der hochalpinen Abteilungen: die vorstehende Ausrüstung und außerdem:
1 Paar zehnzackige Steigeisen mit Gurten
1 vollständiges Skizeug
1 Paar Lawinenschnüre
1 Paar Schuhüberzüge
1 Paar Überfäustlinge
1 Anorak
1 Windhose
1 Schneeanzug (im Notfalle auch Schneemantel)
für je vier Männer:
1 Eispickel mit Pickelschlinge
1 Dose Gletschersalbe
1 Spirituskocher mit Behälter
Vollständiges Skizeug bestehend aus:
1 Paar Skier mit Bindung
1 Paar Doppelstöcke
1 Paar Traggurte-Fellersatz
1 Paar Harschteisen
Skiwachs
Ein Paar Skier mit Bindung besteht aus:
1 Paar Skischienen
1 Paar Bindungen mit Schlüsseln und Befestigungsschrauben
1 Paar Sohlplatten
1 Satz Skiriemen
Bezüglich der Ausrüstung und Monturen musste man sich nach den vorhandenen Möglichkeiten richten. Bereits 1915 wurde die Lawinenschnur vorgeschrieben. Anstelle des Mantels schützte ein imprägnierter Anorak vor Wind und Nässe. Patrouillen (österr. Patrullen) führten noch Höhenmesser, Thermometer, elektr. Taschenlampen, Reserveskispitzen, Reparaturzeug, Spirituskocher, eine transportable Apotheke, Kartenmaterial und Feldstecher mit sich. Zur Tarnung wurde der weiße Schneemantel getragen. Die Menage bestand aus Konserven und Trockenkonserven. Bedingt durch die allgemeine Knappheit an Zuschub konnte man allerdings nur die Bergführerabteilungen, Hochgebirgskompanien und alpine Detachements so ausreichend als möglich versorgen. Die Mehrheit der im Gebirge eingesetzten Truppe erhielt nur das, was anderweitig entbehrt werden konnte.

## Einsatz im Osten
Im Ersten Weltkrieg wurden die Gebirgs-Infanterieregimenter zunächst von ihrer ursprünglichen Aufgabe abgezogen und dem russischen Angriff auf Galizien entgegengeworfen, obwohl dies laut Gesetz, zumindest was die k.k. Landesschützen betraf, eigentlich nicht zulässig war, da diese nur zur Verteidigung der Grenzen Tirols eingesetzt werden durften. In den Weiten Galiziens, am San, bei Lelechowka, bei Limanowa-Lapanow, in den Karpaten und in Serbien wurde die am besten ausgebildete Truppe der Österreichisch-Ungarischen Armee, das XIV. Korps, nahezu vernichtet.

## Einsatz in Tirol
Als das Königreich Italien 1915 glaubte, die Gunst der Stunde nutzen zu können, erklärte es am 23. Mai 1915 an seinen, bis dahin, Verbündeten Österreich-Ungarn den Krieg. Nachdem die eigentlich völlig ungeschützte Grenze gegen Italien mit hastig zusammengerafften Landsturm- und Genesendenverbänden, einigen wenigen aktiven Truppenteilen, sowie den Tiroler und Vorarlberger Standschützen, den freiwilligen Schützen Kärntens, Salzburgs und der Steiermark einigermaßen gesichert worden war, begannen im Sommer 1915 die Verlegungen der mittlerweile wieder ergänzten Gebirgstruppen in ihre eigentlichen Aufgabengebiete. Zusammen mit den vier Tiroler Jägerregimentern sowie Feldjägerbataillonen (z. B. Nr. 8 und Nr. 9) und verschiedenen normalen Infanterieregimentern (z. B. Nr. 59 und Nr. 14) bewerkstelligte man das, was niemand für möglich gehalten hätte, die Verteidigung der Grenze Österreichs gegen eine bis zu achtfache Übermacht.

## Verteidigungsabschnitte
Rayon des Landesschützenregiments II
Abschnitt vom Stilfser Joch bis Gardasee

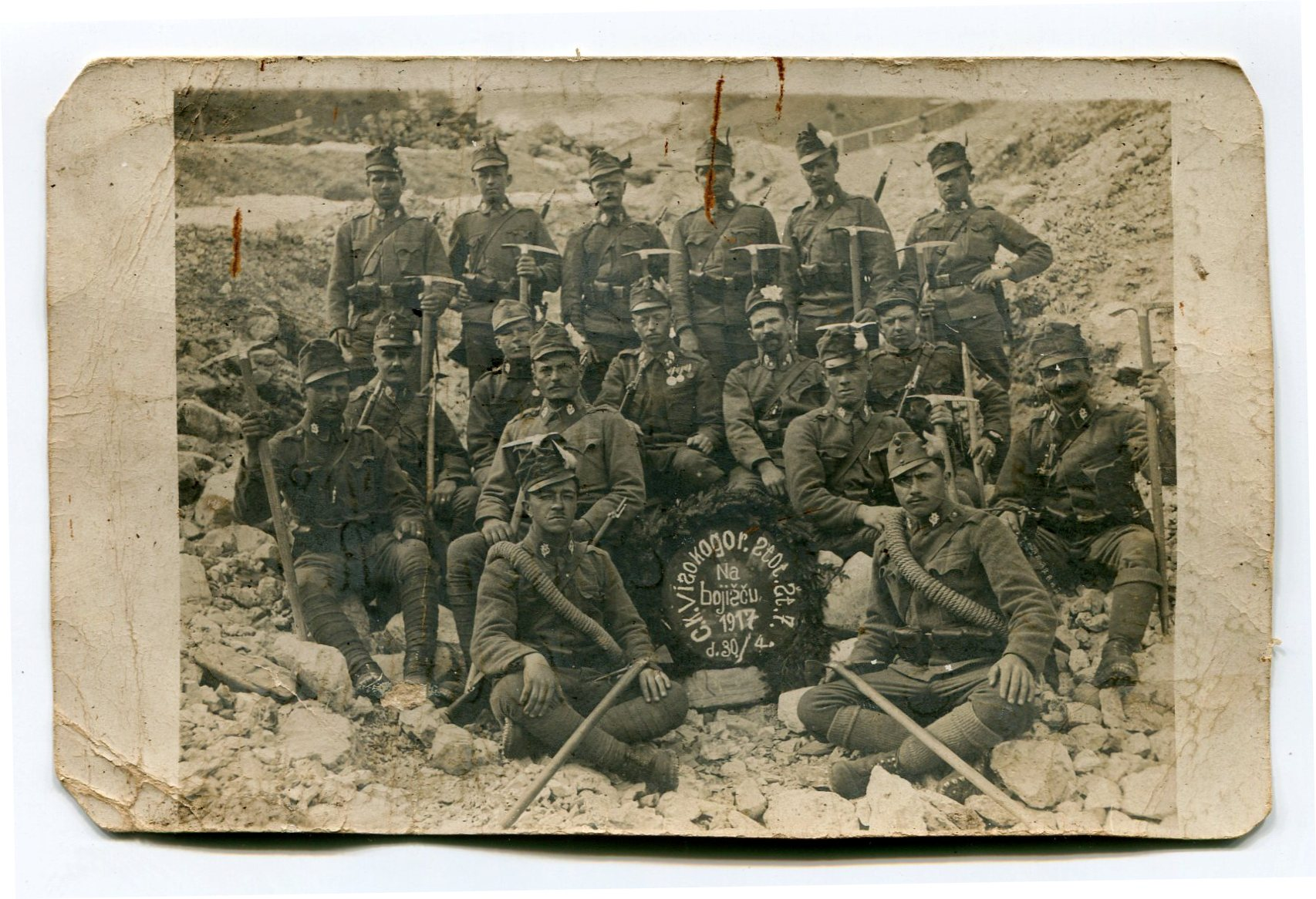
Gruppe des k.k. Landwehrregiments 4 aus Laibach 1917 auf dem Bojiscu

- I. Bataillon mit Kompanien in Taufers, Trafoi und Sulden

Vorgesehene Stellungen im Gebirgsverlauf: Monpitschen (Taufers), Urtirola, Taufers/Münster, Ciavaltasch, Furkelspitz, Stilfser Joch, Madatschspitze, Kristallspitze, Thurwieser, Königspitze, Cevedale.
- II. Bataillon mit Kompanien in Peio, Pizzano und Fucine (alle Val di Sole)

Vorgesehene Stellungen im Gebirgsverlauf: Cevedale, Monte Vioz, Punta San Matteo, Corno dei Tre Signori, Punta Albiolo, Tonale, Cima Presena
- III. Bataillon mit Kompanien in Spiazzo, Daone, Storo und Bezzecca

Vorgesehene Stellungen im Gebirgsverlauf: Cima Presena, Monte Mandrone, Dosson di Genova, Monte Rossola, Cima di Seroten, Cima delle Cornelle, Cima di Corsine, Cima del Palu, Gardasee
Rayon des Landesschützenregiments I
Abschnitt vom Gardasee bis zu den Dolomiten
- III. Bataillon mit Kompanien in Brentonico, Ala, Chiesa (Vallarsa), Piazza (Terragnolo)

Vorgesehene Stellungen im Gebirgsverlauf: Gardasee, Monte Baldo, Borghetto, Corno di Aquiglio, Monte Tomba, Passo della Lora, Pasubio, Monte Maggio
- I. Bataillon mit Kompanien in Vielgereuth (Folgaria), Lafraun (Lavarone), Vezzena

Vorgesehene Stellungen im Gebirgsverlauf: Monte Maggio, Laste alte, Noselari, Cassotto, Cima Mandriolo
- II. Bataillon mit Kompanien in Pergine, Pieve Tesino, Grigno, Baricata

Vorgesehene Stellungen im Gebirgsverlauf: Cima Mandriolo, Cima Dodici, Cima Maora, Frizzone, Cima di Campo, Colle Cocogna, Monte Cappolo
Rayon des Landesschützenregiments III
Abschnitt vom Dolomiten bis zum Karnischen Kamm
- I. Bataillon mit Kompanien in Canal San Bovo, Primör (Fiera di Primiero), Predazzo

Vorgesehene Stellungen im Gebirgsverlauf: Monte Coppolo, Monte Croce, Le Vette, Monte Colsento, Sasso di Muro, Cima di Fradusta, Cimon della Pala
- II. Bataillon mit Kompanien in Piani di Cason, San Pellegrino, Penia

Vorgesehene Stellungen im Gebirgsverlauf: Cimon della Pala, Cima Predazza, Cima di Valfredda, Marmolata, Monte Padon
- III. Bataillon mit Kompanien in Andraz und Cortina d’Ampezzo

Vorgesehene Stellungen im Gebirgsverlauf: Monte Padon, Caprile, Nuvolau, La Rocchetta, Sorapiss, Monte Cristallo
- V. Bataillon mit Kompanien in Innichen, Schluderbach, Sexten, Obertilliach

Vorgesehene Stellungen im Gebirgsverlauf: Monte Cristallo, Monte Piano, Drei Zinnen, Paternkofel, Zwölferkofel, Elferkofel, Kreuzberg, Wildkarleck, Tilliacher Joch, Hochspitz
Rayon des k.k. Landwehr-Infanterieregiments Nr. 4
Abschnitt Karnischer Kamm
- I. Bataillon mit Kompanien in Hollbruck, Gentschach, Goderschach

Vorgesehene Stellungen im Gebirgsverlauf: Hochspitz, Hohe Warte, Plöckenpass, Hoher Trieb
- II. Bataillon mit Kompanien in Rattendorf, Tröpolach, Hermagor

Vorgesehene Stellungen im Gebirgsverlauf: Hoher Trieb, Hochwipfel, Trogkofel, Nassfeldpass, Malborghet
- III. Bataillon mit Kompanien in Dellacher Alm, Tarvis, Riofreddo

Vorgesehene Stellungen im Gebirgsverlauf: Malborghet, Sella di Sepdogna, Predilsattel
Rayon des k.k. Landwehr-Infanterieregiments Nr. 27
Abschnitt Julische Alpen, vom Predilsattel über die Flitscher Klause und den Krn bis Gradisca

## Museale Rezeption
Im Wiener Heeresgeschichtlichen Museum ist eine Alpinausrüstung der k.k. Gebirgstruppen aus dem Jahre 1910 ausgestellt. Sie besteht u. a. aus Skiern, genagelten Bergschuhen, Steigeisen, Eispickel, Bergstöcken, Kletterseilen und Schneereifen. Weiters sind Erinnerungsstücke an Oberleutnant Theodor von Lerch ausgestellt, der 1911 nach Japan eingeladen wurde, um japanischen Soldaten den alpinen Skilauf beizubringen. Daraus entwickelte sich auch in Japan ein Gesellschafts- und Massensport.

## Sonstiges
Nach der Kriegserklärung Italiens wurde unverzüglich das Deutsche Alpenkorps in die Dolomitenfront kommandiert, um die Front zu stützen. Für diese Hilfe verlieh man den Soldaten des Alpenkorps das Recht, das Edelweiß der Landesschützen (ab Januar 1917 Kaiserschützen) bzw. der Gebirgsschützen zu tragen. Dieses Edelweiß befindet sich bis heute an der Mütze der Gebirgsjäger der Bundeswehr.
Weiterhin wird das Edelweiß bis heute von der österreichischen Gebirgstruppe und den polnischen Podhale-Schützen geführt.

## Dienstgradabzeichen der k.k. Gebirgstruppe

Jäger
Patrouillenführer
Unterjäger
Zugsführer
Oberjäger
Kadett-Feldwebel ab 1908 Kadett
Stabsoberjäger bis 1914
Stabsoberjäger nach 1914
Offiziersstellvertreter (ab 1915)
Kadettoffiziersstellvertreter (bis 1908)
Fähnrich (ab 1908)
Leutnant
Oberleutnant
Hauptmann
Major
Oberstleutnant
Oberst

Die Rangsterne und das Edelweiß der Offiziere waren aus Metallgespinst. Die Sterne der Mannschaften waren aus Zelluloid, das Edelweiß aus Metall. Kadetten und Stabsoberjäger führten ab 1914 Sterne aus weißer Seide.
Die Sterne erschienen immer in der Knopffarbe (also Silber) – bei Stabsoffizieren, die eine Borte auf dem Kragen trugen, war diese in der Knopffarbe gehalten, die Sterne dann gegenteilig. Die Farbe der Sterne hat also nichts mit dem Rang zu tun.
Da die Gebirgstruppe seit 1908 über keine herkömmliche Ausstattung an Friedensuniformen mehr verfügte, sondern allezeit in der Felduniform auftrat (ausgenommen Offiziere und auch da nur zum Einzelrapport), waren die Kragen nur mit Parolis und nicht mit umlaufenden farbigen Stoffstreifen ausgestattet.